# Мрежа путем бакарних парица
Изградња приступне мреже путем бакарних парица се користи у фиксној телефонији. Од телефонске централе „креће“ претплатнички кабл са великом бројем (више стотина) парица или четворки. Кабл се удаљавајући се од централе грана као неко дрво. Кабл се засеца и одређен број парица се уводи у сваку зграду на путу. При томе, се увек уводи приближан или већи број парица него што има станова у згради. 
У градовима, претплатнички кабл, се полаже кроз кабловску канализацијукоја на одређеним растојањима има отворе - (кабловска окна)шахтове или кабловске галерије. Кабл монтери улазе у та окна, отварају каблове, врше одређена повезивања и поново затварају каблове. Пошто у окнима често може да се деси подземна вода затварање каблова мора да буде урађено да спој и каблови буду водонепропусни. Тамо где нема кабловске канализације кабл се полаже директно у земљу.
Раније је била далеко више приступна техника полагања боље рећи вешања каблова на бандере. Ти каблови су у себи имали уграђену челичну сајлу која је служила као носач кабла (јер би се кабл урађен само од бакар од тежине истегао или прекинуо). Зато се такви каблови и зову самоносиви каблови. Поред тога што су изложени много више атмосферијама, ови каблови често страдају од ловаца, па се њихова употреба избегава.
Приликом уласка у индивидуалну кућу или зграду са више станара, кабл се уводи у телефонски ормарић у коме су реглете где се врши ранжирање кабла. Ормарић се обично налази у подруму, приземљу или на тавану зграде, у зависности одакле кабл долази до куће. 
Део мреже од централе до ормарића се назива примарна мрежа и њу гради и одржава (ситуација 2005) Телеком Србија. Део мреже од ормарића до телефонског апарата претплатника, назива се секундарна мрежа и обично је гради (финаснира и одржава) претплатник.